# Dornogovi
Dornogovi (en mongol Дорноговь аймаг, Dornogovi aimag) és una de les 21 províncies (aimags) de Mongòlia. És situada al sud del país. Té una superfície de 109.500 quilòmetres quadrats i una població total de 50.575 habitants (dades del 2000). La capital és Sainxand.